# Umm Dabaghiyah-Sotto-Kultur
Die Umm Dabaghiyah-Sotto-Kultur ist die älteste Fundgruppe des Keramischen Neolithikums in Nordmesopotamien. Namensgebend sind die ausschlaggebenden Fundorte Umm Dabaghiyah und Tell Sotto im heutigen Irak, welche das umfassendste Bild dieser archäologischen Kultur aufzeigen. Synonym findet häufig auch der Begriff Proto-Hassuna-Kultur Verwendung, da die Umm Dabaghiyah-Sotto-Kultur als direkte Vorstufe der eigentlichen Hassuna-Kultur anzusetzen ist. Eine allgemein akzeptierte Einigung zur Bezeichnung dieser entsprechenden Epoche erfolgte bislang nicht.

## Datierung
Spätestens seit den Ausgrabungen in der Dschazīra in den frühen 1970er Jahren durch Diana Kirkbride (Umm Dabaghiyah) und Nikolai O. Bader (Tell Sotto) wurde zunehmend Fundmaterial erschlossen, dessen charakteristische Merkmale eine einheitliche Kulturgruppe erkennen lassen, die bereits in den Jahrhunderten vor dem Auftreten der Hassuna-Keramik die nordmesopotamische Ebene besiedelte. Aufgrund des Mangels an zuverlässigen Radiocarbon-Daten ist eine eindeutige Datierung jedoch schwierig und stützt sich weitgehend auf Vergleiche. So konnte beispielsweise eine frühe Bauphase auf dem Tell 2 in Telul eth-Thalathat mit der Umm Dabaghiyah-Sotto-Kultur identifiziert und auf 5.850 ± 80 v. Chr. datiert werden; ebenso liegen C14-Auswertungen für eine Schicht des Siedlungshügels Kashkashok II vor, die einen Zeitraum von 5.930-5.540 v. Chr. umfassen und der darin enthaltenen Proto-Hassuna-Ware einen groben zeitlichen Rahmen setzen. Für Umm Dabaghiyah und Sotto existieren bislang keine Radiokarbonwerte. Allerdings kann bei letzterem die stetige Entwicklung der Keramik sehr gut nachvollzogen werden – so lassen die Funde aus den Schichten 1–6 starke Parallelen zu Umm Dabaghiyah erkennen, während die Keramik der Schichten 7–8 eine frappierende Ähnlichkeit zur archaischen Hassuna-Ware aufweist und somit bereits die erste Phase der Folgekultur in Nordmesopotamien dokumentiert. Diese Hinweise schaffen zumindest ungefähre Anhaltspunkte, so dass sich eine Zeitspanne von etwa 6.000–5.750 v. Chr. etabliert hat.

## Verbreitungsgebiet und wichtige Fundorte

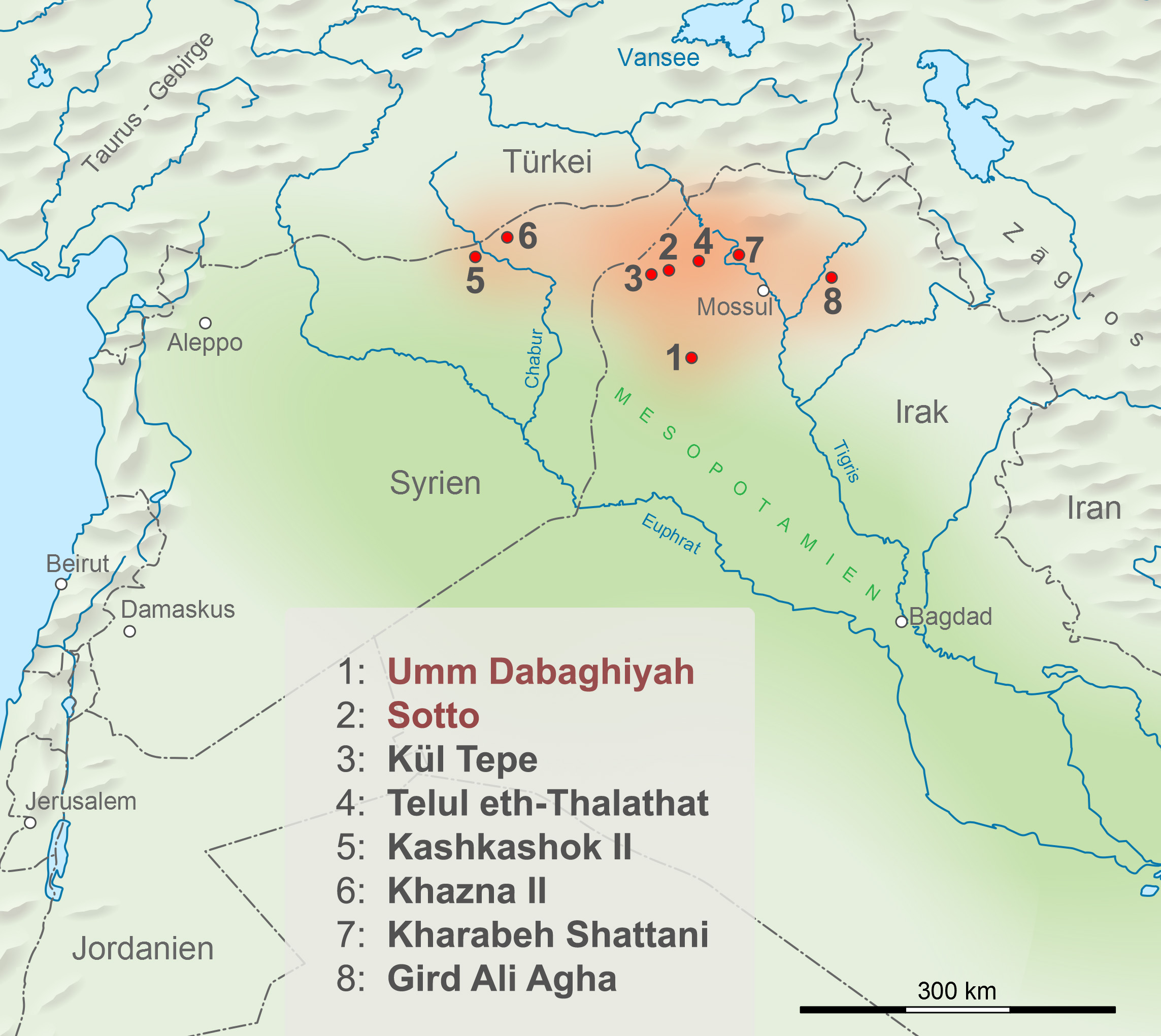
Das Ausbreitungsgebiet der Umm Dabaghiyah-Sotto-Kultur

Während frühere Kulturen hauptsächlich die Hügelzonen besiedelten, die Nordmesopotamien halbmondförmig umschließen, entstanden nun vermehrt Siedlungen in den fruchtbaren Ebenen von Euphrat und Tigris. Die materiellen Hinterlassenschaften dieser Gemeinschaften erstrecken sich über weite Teile der Dschazīra von den Ausläufern des Zāgros-Gebirges im Osten bis hin zu den Ufern des Chabur im Westen. Der Schwerpunkt befindet sich jedoch auf dem Gebiet am oberen Tigris südlich des Dschabal Sindschar in der Region um Mossul. Umm Dabaghiyah, rund 26 km westlich von Hatra, ist von diesen Anlagen am südlichsten gelegen und stellt eine Art Außenposten zu Jagdzwecken dar. Sotto befindet sich 2 km westlich der Grabungsstätte Yarim Tepe am nördlichen Rand der obermesopotamischen Ebene in direkter Nachbarschaft zu den Fundorten Kül Tepe im Westen und dem etwa 40 km entfernten Telul eth-Thalathat im Osten. Im Nordosten von Syrien finden sich die Anlagen von Kashkashok II und Khazna II in der Nähe von al-Hasaka am Chabur. Die östliche Grenze markiert Gird Ali Agha am Großen Zab.

## Materielle Charakterisierung
Vereinzelte ältere Fundstätten wie beispielsweise Jarmo oder Maghzaliya verfügten bereits über Kenntnisse zur Herstellung von Keramik und gelten somit als klassische Vertreter des Keramischen Neolithikums vor der Blütezeit des Umm Dabaghiyah-Sotto-Typus, erreichten in ihren Hinterlassenschaften jedoch nicht deren Vielfalt. Ab etwa 6.000 v. Chr. ist nicht allein eine weitläufigere Nutzung von Keramikgütern in Nordmesopotamien zu verzeichnen, auch fallen größere Übereinstimmungen zwischen den Funden aus den jeweils einzelnen Siedlungen auf und prägen das Bild eines abgestimmten Netzwerkes.

### Keramik
Die keramischen Gefäße dieser Fundgruppe sind primär einfach in der Ausführung, besitzen eine dicke, pflanzlich gemagerte Wandung und wurden bei niedriger Temperatur gebrannt. Ihre groben Formen entstanden von Hand mittels Wulsttechnik, da die Töpferscheibe noch nicht erfunden war. Neben dieser grobkörnigen Ware fand man aber auch Keramik aus feinerem Material, welche möglicherweise importiert wurde. Obwohl die überwiegende Mehrheit der gefundenen Gefäße unverziert ist, existieren auch einige mit Ocker bemalte Exemplare, andere wurden poliert oder mit Ritzverzierungen versehen. Dominierend sind einfache Motive wie etwa Punkte, Kreise, Häkchen, Dreiecks- oder Fischgrätenmuster, die üblicherweise unterhalb der Gefäßränder angebracht sind. Schalen mit gerilltem Boden, die vermutlich beim Schälen von Hülsenfrüchten verwendet wurden, finden sich auch in der Hassuna-Keramik wieder. Besonders hervorzuheben sind fein modellierte, praktisch ausgelegte Dekorationselemente, die beispielsweise menschliche Augen und Ohren, Tierköpfe, Schlangen, anthropomorphe Figuren oder Mondsicheln darstellen. Exemplarisch sind runde bzw. ovale Gefäßformen, einfache Töpfe, Schüsseln und Schalen, aber auch doppelkonische Behältnisse mit bis zu 50 cm Höhe.

### Steininventar und Kleinfunde
Auch die Produktion von Gebrauchsgegenständen aus Stein gehörte nach wie vor zum allgemeinen Bild. Werkzeuge zum Schaben, Schneiden und Bohren wurden aus lokal verfügbarem Silex hergestellt und Obsidian – größtenteils fertig verarbeitet – vom Vansee oder dem Göllü Dağ aus Anatolien importiert. Mit der Ausnahme von Umm Dabaghiyah fällt ein Übergewicht an Sichelklingen und gewöhnlichen Abschlägen auf. Äxte, Flachbeile, Hacken und Stichel entstanden z. B. aus Marmor und Basalt; zumeist gestielte Projektilspitzen finden sich in kleiner Anzahl an den meisten Fundstellen. Weiterhin wurden polierte Gefäße aus weichem Gestein wie Alabaster oder marmoriertem Kalkstein ausgegraben, aber auch sorgfältig geformte Produkte aus Hartgestein – ferner fand man Mahlsteine und Keulenköpfe. Gips wurde zum Verputzen von Architektur, aber auch zum Modellieren, Auskleiden von Körben oder der Herstellung von einfachen Schalen verwendet.
Zu den besonderen Funden gehören weibliche Figurinen aus Ton, die teilweise bemalt oder mit Ritzungen verziert wurden. Auch Schleuderprojektile wurden in großer Zahl ausgegraben; so fand man in Umm Dabaghiyah ein Waffenlager mit über 2.400 gebrannten Tonkugeln von bis zu 15 cm Durchmesser. Von der Textil- und Lederverarbeitung zeugen Webgewichte aus Gips, tönerne Spinnwirtel sowie Ahlen und Nadeln aus Knochen. Aus verschiedenen Mineralien entstanden Perlen für Arm- und Halsbänder und seltene Funde von Kupfer dokumentieren erste metallurgische Arbeiten in Nordmesopotamien.

## Siedlungsweise und Wirtschaftsgrundlagen

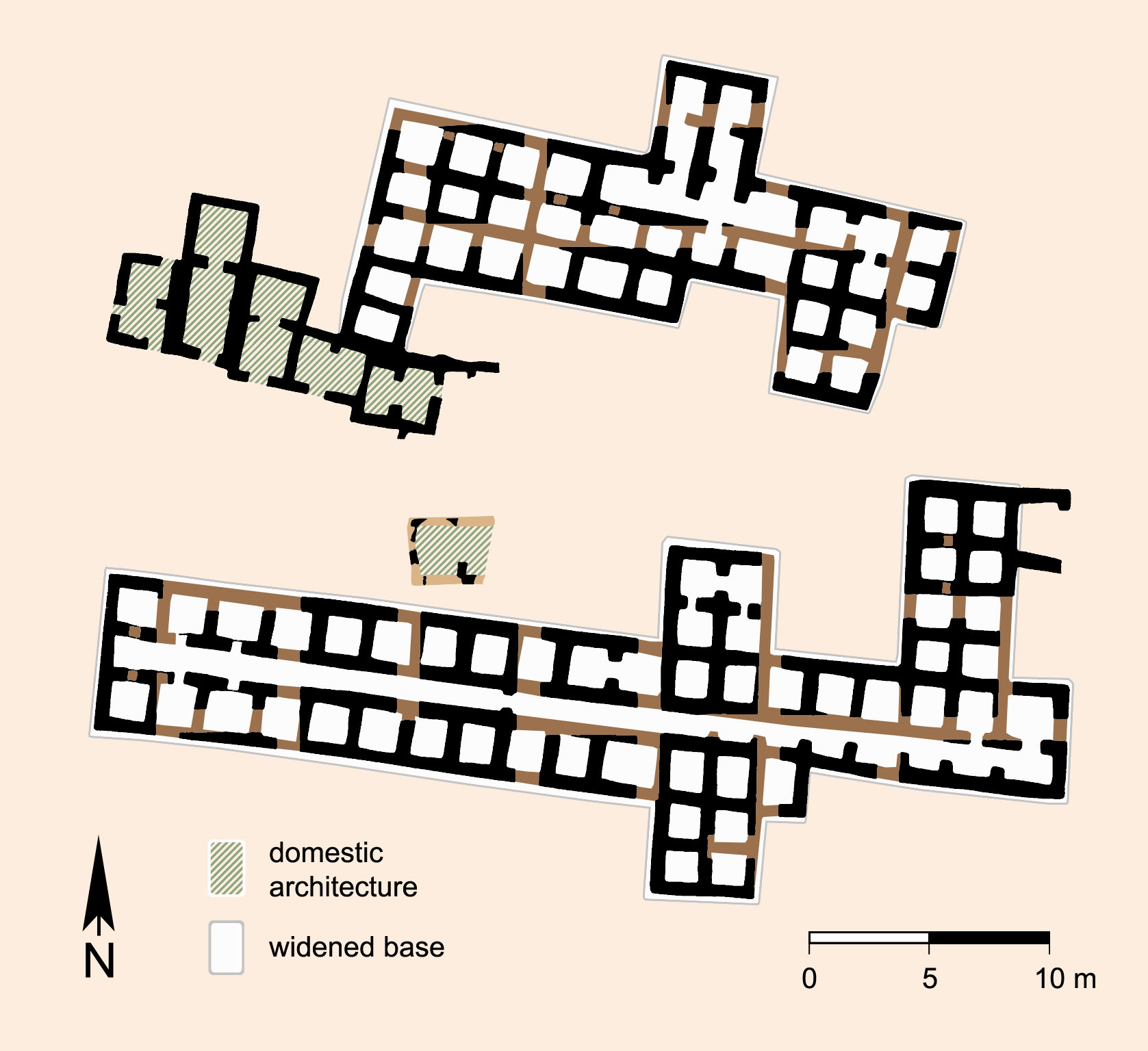
Grundriss der Speicherbauten in Umm Dabaghiyah (Schicht III-IV)

Die Menschen der Umm Dabaghiyah-Sotto-Kultur lebten in dörflichen Gemeinschaften von 20 bis 30 Personen pro Siedlung. Kleine, zumeist rechteckige Bauten entstanden in der Regel in Tauf-Bauweise, bei der noch feuchtes Lehmmaterial freihändig zu Wänden aufgeschichtet wird, oder aber mit luftgetrockneten, handgeformten Lehmziegeln und Fugenmörtel. Die Wände und Flure der Häuser waren meist stark verputzt, ebenso das Interieur, bestehend aus Bänken, Vorratsnischen, Ablagen und Herdstellen, die mit einem Ofen an der Außenseite des Hauses verbunden waren – ein Rauchabzug sorgte für Abluft. Der Zugang zu den kleinen Räumen erfolgte wie in Çatalhöyük überwiegend über die Dächer, die vermutlich als Arbeitsbereich genutzt wurden. Während in Sotto jedes Haus aus einem einzelnen 12–16 m2 großen Raum bestand, verfügten einige Wohnhäuser in Umm Dabaghiyah über winzige, 50–74 cm hohe Türverbindungen zwischen den Räumen, durch die man hindurchkriechen konnte. Hinzu kommt funktionelle Architektur wie beispielsweise Speicherbauten, Gruben zum Brennen von Keramik oder stark verputzte wannenartige Konstruktionen mit Ablaufkanälen, vermutlich genutzt als Becken zum Gerben von Häuten und Fellen.
Die Lebensmittelversorgung entstammte zu großen Teilen dem Regenfeldbau, mit dessen Hilfe Emmer, Einkorn, primitive Gerste (Nacktgerste), Erbsen und Linsen kultiviert wurden. Eine Ausnahme stellt hier die Siedlung von Umm Dabaghiyah dar, die offensichtlich zur großangelegten Jagd auf Wildtiere konzipiert wurde. Mit spezialisierten Jagdmethoden (Netze, Fallgruben) wurden Gazellen, Onager, Wildschweine, Auerochsen, Hyänen, Wölfe, Hasen und Vögel erlegt. Zu den domestizierten Tieren gehörten vor allem Schafe und Ziegen, weiterhin Rinder, Schweine und Hunde.

## Wandmalerei und Bestattungen
Über das Alltagsleben und die immateriellen Identitätsmerkmale dieser Menschen ist wenig überliefert. Zeugnis dessen liefern beispielsweise Bilder, die in Umm Dabaghiyah mit rotem Ocker an die Innenwände der Häuser gemalt wurden. Sie stellen mutmaßlich Verfolgungs- und Jagdszenen mit Wildeseln dar, die mit Hilfe von Haken und Netzen gestellt wurden. Andere Fresken zeigen Wellenlinien, die möglicherweise Geier im Landeflug abbilden, ein weiteres, spiders and eggs genanntes Motiv besteht ebenfalls aus Wellenlinien und Punkten.
Über den Umgang der Menschen der Proto-Hassuna-Zeit mit dem Tod geben neun Bestattungen Auskunft, die in Sotto ausgegraben wurden. Alle waren entweder direkt unter dem Hausboden oder in unmittelbarer Nähe des Hauses platziert; acht dieser Beisetzungen waren Kinder im Alter von 1–3 Jahren. Die Körper wurden zumeist vor der Bestattung zerteilt, so dass sie in Gefäße oder flache Gruben gelegt werden konnten. Zwei dieser Bestattungen enthielten Grabbeigaben in Form von Behältnissen mit Tierknochen und Schmuck, darunter Perlen aus Lapislazuli und eine verkrümmte Kupferplatte.